# 置戸ぽっぽ絵画館
置戸ぽっぽ絵画館（おけとぽっぽかいがかん）は、北海道常呂郡置戸町にある美術館。
寄贈された絵画を主に展示する。

## 概要
2006年に北海道ちほく高原鉄道ふるさと銀河線が廃線となり、置戸駅も廃駅となった。ある日、置戸町の住民の1人が読売新聞に掲載されていた読者投稿文「無名画家の作品寄贈の場をつくって欲しい」を目にし、これに触発され置戸駅を寄贈美術館にすることを思い立つ。住民らは絵画館運営委員会を設立し、全国各地の画家や絵画愛好家に働きかけ、手元に眠ったままになっている作品を一堂に集めて展示する置戸ぽっぽ絵画館を旧駅舎の2階に設立。2012年10月25日に開設した。
開館1周年となる2013年10月には、画家の木原和敏を招いての講演、舞台女優の山口昌代による朗読が行われた。また、この時に木原の100号の作品を含む作品3点（油彩、水彩、鉛筆）も寄贈されている。
寄贈者本人による解説や鑑賞客との交流活動が評判となっている。
2016年10月、運営団体がNPO法人として認定された。

## 作品展
- 2012年-2013年 第1回選ばれた寄贈作品展
- 2013年-2014年 平澤重信展・第2回選ばれた寄贈作品展
- 2014年-2015年 岩橋好男展・第3回選ばれた寄贈作品展
- 2015年-2016年 第4回選ばれた寄贈作品展
- 2016年-2017年 清水勝動物画展・第5回選ばれた寄贈作品展
- 2017年-2018年 棚町宜弘展・第6回選ばれた寄贈作品展

## 規模
- ー開館時 97人 100点[4]。2017年時点で150人、約500点[8]。

## 主なコレクション
- 『子供たちに…』 木原和敏[9]
- 『あなたの隣の向こう側』 平澤重信
- 清水勝動物画200点所蔵

## 開館時間
- 9:00〜18:00[10]　入館料：無料